# Takuya Kawaguchi
Takuya Kawaguchi (川口 卓哉?, Kawaguchi Takuya; Hokkaidō, 11 ottobre 1978) è un ex calciatore giapponese, di ruolo difensore.